# Федеральная служба по надзору в сфере здравоохранения
Федеральная служба по надзору в сфере здравоохранения (Росздравнадзор) — федеральный орган исполнительной власти, осуществляющий функции по контролю и надзору в сфере  здравоохранения. 
До 2012 года Федеральная служба по надзору в сфере здравоохранения и социального развития была подчинена Министерству здравоохранения и социального развития Российской Федерации, с 2012 по 2020 находилась в подчинении Министерства здравоохранения Российской Федерации. 21 января 2020 служба переподчинена непосредственно правительству Российской Федерации, с марта 2020 года решение было отменено и Росздравнадзор вновь передан в ведение Министерства здравоохранения Российской Федерации.

## Подведомственные организации
- ФГБУ «Центр мониторинга и клинико-экономической экспертизы» Росздравнадзора (переименован в соответствии с приказом Федеральной службы по надзору в сфере здравоохранения № 3211 от 25.04.2019 в Федеральное государственное бюджетное учреждение «Национальный институт качества» Росздравнадзора
- ФГБУ «Информационно-методический центр по экспертизе, учету и анализу обращения средств медицинского применения» Росздравнадзора
- ФГБУ «Всероссийский научно-исследовательский и испытательный институт медицинской техники» Росздравнадзора

## Полномочия
В соответствии с положениями постановлением правительства РФ от 30 июня 2004 № 323 «Об утверждении Положения о Федеральной службе по надзору в сфере здравоохранения» Росздравнадзор осуществляет надзор за соблюдением медицинскими организациями, осуществляющими медицинскую деятельность, порядков оказания медицинской помощи и стандартов медицинской помощи, осуществляет государственный контроль за лекарственными и фармпрепаратами, и за обращением медицинских изделий. Контроль осуществляется путём проведения проверок:
- соблюдения субъектами обращения медицинских изделий правил в сфере обращения медицинских изделий;
- соблюдения органами государственной власти Российской Федерации, органами местного самоуправления, государственными внебюджетными фондами, а также осуществляющими медицинскую и фармацевтическую деятельность организациями и индивидуальными предпринимателями прав граждан в сфере охраны здоровья граждан, в том числе доступности для инвалидов объектов инфраструктуры и предоставляемых услуг в указанной сфере;
- соблюдения медицинскими организациями и индивидуальными предпринимателями, осуществляющими медицинскую деятельность, порядков оказания медицинской помощи и стандартов медицинской помощи;
- соблюдения медицинскими организациями и индивидуальными предпринимателями, осуществляющими медицинскую деятельность, порядков проведения медицинских экспертиз, медицинских осмотров и медицинских освидетельствований;
- соблюдения медицинскими организациями и индивидуальными предпринимателями, осуществляющими медицинскую деятельность, требований по безопасному применению и эксплуатации медицинских изделий и их утилизации (уничтожению);
- соблюдения медицинскими работниками, руководителями медицинских организаций, фармацевтическими работниками и руководителями аптечных организаций ограничений, применяемых к ним при осуществлении профессиональной деятельности в соответствии с законодательством Российской Федерации;
- организации и осуществления ведомственного контроля и внутреннего контроля качества и безопасности медицинской деятельности соответственно федеральными органами исполнительной власти, органами исполнительной власти субъектов Российской Федерации и органами, организациями государственной, муниципальной и частной систем здравоохранения;
- соблюдения субъектами обращения лекарственных средств установленных Федеральным законом «Об обращении лекарственных средств» и принятыми в соответствии с ним иными нормативными правовыми актами Российской Федерации требований к доклиническим исследованиям лекарственных средств, клиническим исследованиям лекарственных препаратов, хранению, перевозке, отпуску, реализации лекарственных средств, применению лекарственных препаратов, уничтожению лекарственных средств;
- соответствия лекарственных средств, находящихся в гражданском обороте, установленным обязательным требованиям к их качеству;
- организации и проведения фармаконадзора.

Росздравнадзор осуществляет / выдает разрешения:
- мониторинг ассортимента и цен на жизненно необходимые и важнейшие лекарственные препараты;
- мониторинг безопасности медицинских изделий, регистрацию побочных действий, нежелательных реакций при применении медицинских изделий, фактов и обстоятельств, создающих угрозу причинения вреда жизни и здоровью людей при обращении зарегистрированных медицинских изделий;
- выдает разрешение для получения лицензии на право ввоза в Российскую Федерацию и вывоза из Российской Федерации сильнодействующих веществ, не являющихся прекурсорами наркотических средств и психотропных веществ;
- выдает сертификат на право ввоза (вывоза) наркотических средств, психотропных веществ и их прекурсоров;
- выдает заключение (разрешительный документ) на ввоз в Российскую Федерацию и вывоз из Российской Федерации образцов биологических материалов человека;
- ведет государственный реестр медицинских изделий и организаций (индивидуальных предпринимателей), осуществляющих производство и изготовление медицинских изделий, и размещает его на официальном сайте Службы в сети Интернет;
- определяет перечень организаций, имеющих право проводить испытания (исследования) медицинских изделий в целях осуществления их регистрации в рамках Евразийского экономического союза, рассматривает заявки организаций о включении в указанный перечень и сообщает им о принятом решении;
- осуществляет выдачу разрешений на проведение клинических испытаний (исследований) медицинских изделий;
- осуществляет в установленном порядке проверку деятельности медицинских и аптечных организаций, организаций оптовой торговли лекарственными средствами, других организаций и индивидуальных предпринимателей, осуществляющих деятельность в сфере здравоохранения.

## Классные чины
Служащие государственной гражданской службы имеют классные чины по группам 1, 2 и 3 классов, которые соответствуют воинскому званию. Классные чины устанавливает статья 11 Федерального закона от 27.07.2004 № 79-ФЗ «О государственной гражданской службе Российской Федерации». Форменная одежда служащих не утверждена.

## Руководители
- Рамал Хабриев (25 марта 2004 — 5 марта 2007)
- Николай Юргель (9 марта 2007 — 6 февраля 2010)[6]
- Елена Тельнова (врио 9 февраля 2010 — 7 марта 2013)
- Михаил Мурашко (7 марта 2013 — 21 января 2020)[7]
- Дмитрий Пархоменко (врио 22 января — 8 апреля 2020)[8]
- Алла Самойлова (с 9 апреля 2020)[9]